# 좡웨이향

좡웨이 향의 위치

좡웨이향(한국어: 장위향, 중국어: 壯圍鄉, 병음: Zhuàngwéi Xiāng)은 중화민국 이란 현의 향이다. 넓이는 38.4769km2이고, 인구는 2015년 8월 기준으로 24,295명이다.

## 지리
장웨이 향은 이란 현 동부, 란양 평원에 위치한다. 동쪽은 태평양에 접하고 란양시(蘭陽渓)의 하류에 위치하기 때문에 지세는 평탄하다. 또 자갈질의 지층은 배수가 좋고 일조량도 많아 농업이 발전하고 있다.

## 역사
좡웨이 향은 예전에 민장위(民壯圍)로 불렸다. 이것은 1802년, 오사가 민중을 인솔해 란양 평원을 개간했을 때에 공적이 있던 장민을 기념해 이름이 붙여진 것이다. 1920년의 타이완 지방제 개편 때 이곳에 소이 장(壯圍庄)이 설치되었다. 전후에는 타이베이 현 좡웨이 향으로 고쳐졌고 1950년에 이란 현으로 귀속되어 현재에 이르고 있다.